# Arndt Klocke

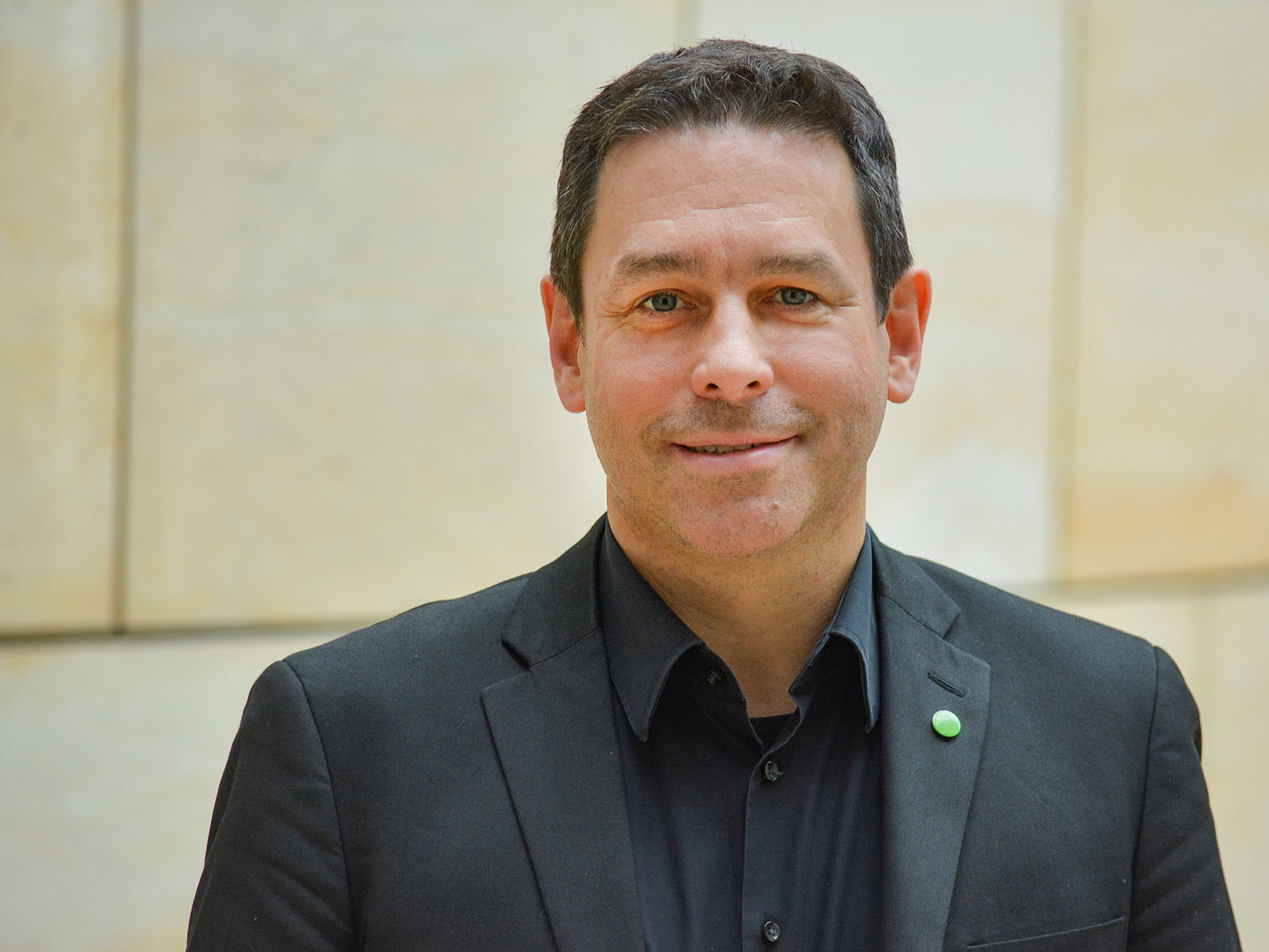
Arndt Klocke (2018)

Arndt Klocke (* 11. Februar 1971 in Bad Oeynhausen) ist ein deutscher Politiker und Mitglied des Landtags Nordrhein-Westfalen. Von Februar 2006 bis Juni 2010 war er Landesvorsitzender der Partei Bündnis 90/Die Grünen Nordrhein-Westfalen und von Mai 2017 bis Oktober 2020 Fraktionsvorsitzender seiner Partei im Landtag. Von 2020 bis 2022 war er stellvertretender Fraktionsvorsitzender der Grünen im Landtag.

## Werdegang
Arndt Klocke wuchs in Vlotho im Kreis Herford auf. Dort besuchte er das Weser-Gymnasium Vlotho, wo er sein Abitur ablegte. Nach dem Zivildienst in einer Schwerbehinderten-Rehabilitationseinrichtung studierte er in Münster von 1992 bis 1998 zunächst Germanistik und Geschichte, später Politikwissenschaft, Soziologie und Pädagogik, erwarb jedoch keinen Hochschulabschluss. Anschließend arbeitete er ab 1998 nacheinander als Wahlkreismitarbeiter für die Grünen-Bundestagsabgeordneten Kerstin Müller und Volker Beck in deren Kölner Wahlkreisbüros.
Bereits als Schülersprecher engagierte sich Klocke für Umwelt- und Menschenrechtsthemen und unterstützt seitdem die Arbeit von Greenpeace und Amnesty International. Während des Studiums engagierte er sich in der grünen Hochschulgruppe Uni-GAL und war zeitweilig Mitglied im Studenten-Parlament der Universität Münster. Von 1993 bis 1995 war er AStA-Referent für die Bereiche Hochschulpolitik, Frieden/Internationales und Schwulenreferent.
Von 1996 bis 1998 war Klocke Sprecher im Kreisvorstand der Grünen/GAL Münster. Ab 1998 war er Beisitzer für Jugend, Hochschule und Anti-Diskriminierung im Landesvorstand der Grünen NRW und an der Gründung der Grünen Jugend NRW beteiligt.
Klocke ist seit dem 3. Mai 2024 mit dem Vorsitzenden des Bundestags-Kulturausschusses, Sven Lehmann verheiratet.

## Politische Karriere

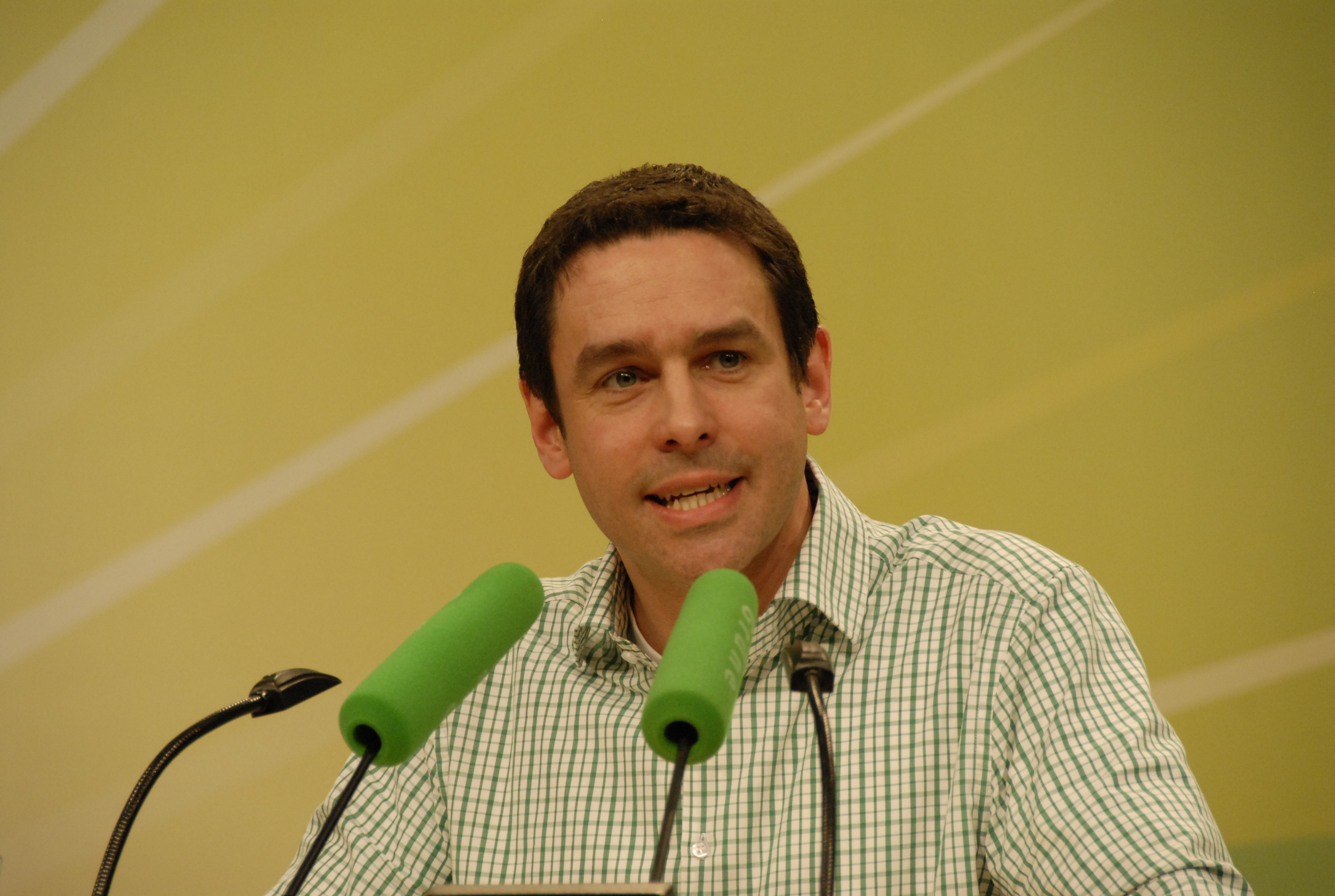
Arndt Klocke beim Landesparteitag der GRÜNEN NRW im Februar 2010

Bei der Landtagswahl 2005 kandidierte Klocke erstmals als Direkt- und Listenkandidat der Grünen für den Landtag NRW. Er erreichte mit 18,6 % im Landtagswahlkreis Köln III zwar das beste Einzelergebnis seiner Partei in NRW, jedoch kein Landtagsmandat. Auch reichte sein Platz auf der Landesliste nicht für den Einzug in den Landtag aus.
Im Februar 2006 wurde er auf dem Essener Parteitag zusammen mit Daniela Schneckenburger zum Landesvorsitzenden der NRW-Grünen gewählt. Bei der Landtagswahl am 9. Mai 2010 kandidierte er auf Platz 6 der Grünen-Landesliste und als Direktkandidat erneut im Landtagswahlkreis Köln III. Er erreichte mit 25,2 % in diesem Wahlkreis das beste Erststimmenergebnis für die Grünen bei dieser Landtagswahl und zog über seinen Listenplatz in den Landtag ein.
Auf der Landesdelegiertenkonferenz am 19. Juni 2010 in Neuss traten Klocke und Schneckenburger nicht erneut zur Wiederwahl an. Eine Wiederwahl der beiden wäre aufgrund der Satzung der Grünen NRW nicht möglich gewesen, da diese ihr Landtagsmandat wahrnehmen wollten. Die Satzung erlaubt nur einer Person des geschäftsführenden Landesvorstands die Annahme eines Mandats auf Landes-, Bundes- oder europäischer Ebene. Zur neuen Parteispitze wurden Monika Düker und Sven Lehmann gewählt.
Die Grüne-Fraktion im Landtag wählte Klocke zum stellvertretenden Fraktionsvorsitzenden. Des Weiteren war er Sprecher für Verkehrspolitik und Vorsitzender des Ausschusses für Innovation, Wissenschaft, Forschung und Technologie (AIWFT). Er war außerdem Mitglied im Kulturausschuss.
Bei der vorgezogenen Landtagswahl am 13. Mai 2012 wurde Klocke erneut über die grüne Landesliste in den Landtag gewählt. Er erreichte in seinem Wahlkreis Köln III (Ehrenfeld/Nippes) 25,5 % der Erststimmen (26,2 % Zweitstimmen), landete damit deutlich vor der CDU und hinter der SPD auf dem zweiten Platz und erreichte wiederum landesweit das beste Ergebnis der Grünen.
Schwerpunkte von Klockes politischer Arbeit bei den Grünen sind die Verkehrspolitik, Hochschul- und Wissenschaftspolitik und Bürgerrechte. Er veranstaltet seit 2010 die monatliche Reihe „Grünes Kino“, die in Kölner Programmkinos stattfindet. Außerdem engagiert er sich bei Anti-Diskriminierungsprogrammen und für die Gleichberechtigung von Lesben- und Schwulen im Lesben- und Schwulenverband in Deutschland (LSVD).
Klocke setzt sich für eine Verkehrswende ein.
Am 14. Mai 2017 wurde Arndt Klocke erneut in den nordrhein-westfälischen Landtag gewählt. Er erreichte mit 17,8 % der Zweitstimmen im Wahlkreis Köln III (Ehrenfeld/Nippes) abermals das landesweit stärkste Resultat der Grünen. Am 31. Mai 2017 wurde er ohne Gegenstimme gemeinsam mit der Düsseldorfer Abgeordneten Monika Düker zum neuen Fraktionsvorsitzenden der grünen Landtagsfraktion gewählt. Dieses Amt hatte er bis Oktober 2020 inne.

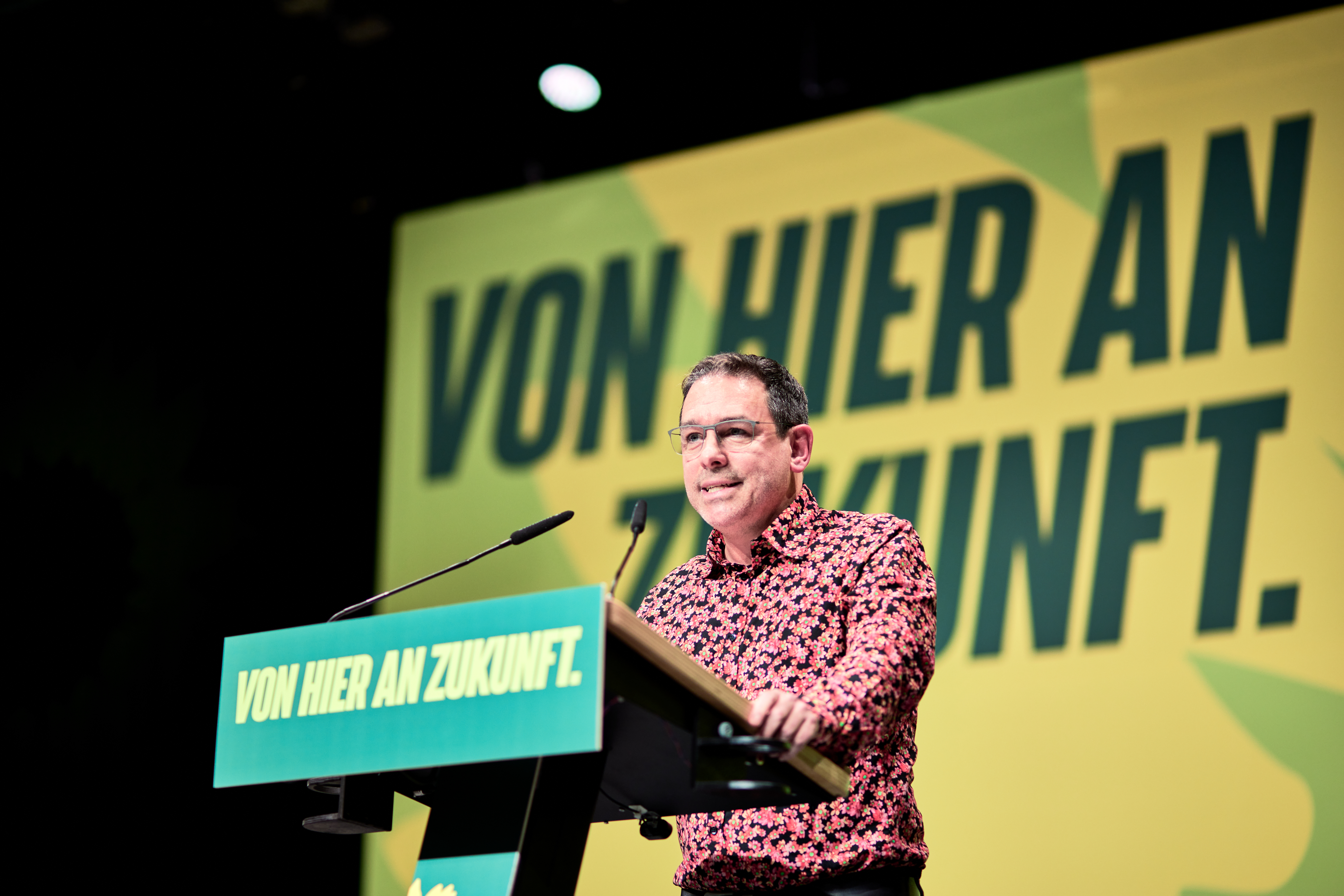
Klocke bei der Landesdelegiertenkonferenz in Siegen 2021

Bei der Landtagswahl 2022 in Nordrhein-Westfalen am 15. Mai 2022 erlangte er im Landtagswahlkreis Köln III mit 41,6 % das Direktmandat. Mit 39,3 % der Zweitstimmen erhielt sein Wahlkreis erneut das stärkste Resultat der Grünen landesweit.